# Campionati italiani di ciclismo su pista 2015
I Campionati italiani di ciclismo su pista 2015 si sono svolti a Montichiari dal 2 al 7 ottobre 2015, all'interno del Velodromo Fassa Bortolo.

## Eventi
Venerdì 2 ottobre
- Uomini Juniores - Corsa a punti, Chilometro
- Donne Juniores - Corsa a punti, 500 metri

Sabato 3 ottobre
- Uomini Juniores - Inseguimento individuale, Velocità, Scratch
- Donne Juniores - Inseguimento individuale, Velocità, Scratch
- Donne Elite - Inseguimento individuale, Velocità

Domenica 4 ottobre
- Uomini Juniores - Inseguimento a squadre, Americana, Velocità a squadre
- Donne Juniores - Inseguimento a squadre, Velocità a squadre
- Uomini Open - Velocità, Inseguimento individuale, Corsa a punti
- Donne Elite - Velocità a squadre, Corsa a punti

Lunedì 5 ottobre
- Uomini Juniores - Omnium, Keirin
- Donne Juniores - Omnium, Keirin
- Uomini Open - Omnium, Velocità a squadre, Scratch
- Donne Elite - Omnium, 500 metri

Martedì 6 ottobre
- Uomini Juniores - Omnium
- Donne Juniores - Omnium
- Uomini Open - Omnium, Keirin
- Donne Elite - Omnium, Keirin

Mercoledì 7 ottobre
- Uomini Open - Inseguimento a squadre, Americana, Chilometro
- Donne Elite - Scratch, Inseguimento a squadre

## Risultati

### Uomini Open
| Eventi                   | Oro                                                                          | Prestazione | Argento                                                         | Prestazione | Bronzo                                                                              | Prestazione |
| Inseguimento individuale | Elia Viviani                                                                 | 4'26"576    | Filippo Ganna                                                   | 4'28"131    | Michele Scartezzini                                                                 | 4'35"499    |
| Velocità                 | Francesco Ceci                                                               |             | Luca Ceci                                                       |             | Davide Ceci                                                                         |             |
| Corsa a punti            | Michele Scartezzini                                                          | 72 p.ti     | Elia Viviani                                                    | 64 p.ti     | Alex Buttazzoni                                                                     | 61 p.ti     |
| Scratch                  | Simone Consonni                                                              |             | Alex Buttazzoni                                                 |             | Francesco Lamon                                                                     |             |
| Velocità a squadre       | Luca Virdis Francesco Ceci Davide Ceci Dario Zampieri                        |             | Matteo Malucelli Luca Ceci Paolo Marti                          |             | Giacomo Del Rosario Matteo Del Rosario Cristian Berardi                             |             |
| Omnium                   | Simone Consonni                                                              | 273 p.ti    | Paolo Simion                                                    | 240 p.ti    | Francesco Lamon                                                                     | 206 p.ti    |
| Keirin                   | Francesco Ceci                                                               |             | Davide Ceci                                                     |             | Luca Ceci                                                                           |             |
| Inseguimento a squadre   | Filippo Ganna Michele Scartezzini Alex Buttazzoni Paolo Simion Liam Bertazzo | 4'05"067    | Simone Consonni Francesco Lamon Riccardo Minali Attilio Viviani |             | Matteo Malucelli Alessandro Mariani Mirko Torta Maurizio Damiano Alessandro Pettiti |             |
| Americana                | Simone Consonni Francesco Lamon                                              | 33 p.ti     | Alex Buttazzoni Liam Bertazzo                                   | 20 p.ti     | Filippo Fortin Manuel Cazzaro                                                       | 9 p.ti      |
| Chilometro da fermo      | Francesco Ceci                                                               | 1'02"394    | Luca Ceci                                                       | 1'03"754    | Davide Ceci                                                                         | 1'05"555    |

### Donne Elite
| Eventi                   | Oro                                                                                 | Prestazione | Argento                                                                          | Prestazione | Bronzo                                                                               | Prestazione |
| Inseguimento individuale | Silvia Valsecchi                                                                    | 3'41"276    | Beatrice Bartelloni                                                              | 3'42"278    | Simona Frapporti                                                                     | 3'42"529    |
| Velocità a squadre       | Simona Frapporti Maila Andreotti                                                    |             | Annalisa Cucinotta Beatrice Bartelloni Francesca Pattaro                         |             | Maria Vittoria Sperotto Giulia Donato                                                |             |
| Velocità                 | Maila Andreotti                                                                     |             | Daniela Magnetto Allietta                                                        |             | Francesca Pattaro                                                                    |             |
| Corsa a punti            | Simona Frapporti                                                                    | 72 p.ti     | Elena Cecchini                                                                   | 50 p.ti     | Tatiana Guderzo                                                                      | 49 p.ti     |
| 500 metri                | Maila Andreotti                                                                     | 36"372      | Maria Vittoria Sperotto                                                          | 37"146      | Annalisa Cucinotta                                                                   | 37"283      |
| Omnium                   | Simona Frapporti                                                                    | 222 p.ti    | Marta Bastianelli                                                                | 200 p.ti    | Beatrice Bartelloni                                                                  | 182 p.ti    |
| Keirin                   | Matilde Giordani                                                                    |             | Daniela Magnetto Allietta                                                        |             | Maila Andreotti                                                                      |             |
| Inseguimento a squadre   | Marta Bastianelli Elena Cecchini Simona Frapporti Tatiana Guderzo Marta Tagliaferro | 4'30"412    | Annalisa Cucinotta Beatrice Bartelloni Arianna Fidanza Maria Giulia Confalonieri | 4'38482     | Carmela Cipriani Daniela Magnetto Allietta Francesca Pattaro Maria Vittoria Sperotto | 4'42"675    |
| Scratch                  | Silvia Valsecchi                                                                    |             | Elena Cecchini                                                                   |             | Arianna Fidanza                                                                      |             |

### Uomini Juniores
| Eventi                   | Oro                                                                                        | Prestazione | Argento | Prestazione | Bronzo                                                                            | Prestazione |
| Corsa a punti            | Leonardo Marchiori                                                                         | 77 p.ti     | Nicolò Brescianini                                                                                             | 72 p.ti     | Matteo Donegà                                                                     | 69 p.ti     |
| Chilometro               | Stefano Moro                                                                               | 1'05"082    | Imerio Cima | 1'05"419    | Nicolò Gozzi                                                                      | 1'07"046    |
| Inseguimento individuale | Mattia Cristofaletti                                                                       | 3'25"220    | Daniele Chiarini                                                                                               | 3'28"704    | Nicolò Brescianini                                                                | 3'29"281    |
| Velocità                 | Mattia Geroli                                                                              |             | Gianluca Sfascia                                                                                               |             | Andrea Zorzetto                                                                   |             |
| Scratch                  | Davide Finatti                                                                             |             | Stefano Moro                                                                                                   |             | Imerio Cima                                                                       |             |
| Inseguimento a squadre   | Lombardia A (Nicolò Brescianini, Stefano Moro, Imerio Cima, Stefano Baffi, Stefano Oldani) |             | Veneto A (Simone Bevilacqua, Moreno Marchetti, Carloalberto Giordani, Enrico Zanoncello, Mattia Cristofaletti) |             | Friuli (Mattia Pezzarini, Gabriel Marchesan, Christian Moratti, Alberto Giuriato) |             |
| Velocità a squadre       | Lombardia (Stefano Moro, Imerio Cima, Mattia Geroli)                                       |             | Veneto A (Andrea Zorzetto, Moreno Marchetti, Nicolò Zanasca, Enrico Zanoncello)                                |             | Veneto B (Alberto Dainese, Francesco Toffoli, Andrea Corrocher)                   |             |
| Americana                | Emilia A (Nicolò Gozzi, Matteo Donegà)                                                     |             | Veneto C (Moreno Marchetti, Carloalberto Giordani)                                                             |             | Veneto A (Filippo Della Bianca, Filippo Ferronato)                                |             |
| Keirin                   | Mattia Geroli                                                                              |             | Gianluca Sfascia                                                                                               |             | Andrea Zorzetto                                                                   |             |
| Omnium                   | Luca Mozzato                                                                               | 245 p.ti    | Matteo Donegà                                                                                                  | 242 p.ti    | Filippo Ferronato                                                                 | 220 p.ti    |

### Donne Juniores
| Eventi                   | Oro                                                                                 | Prestazione | Argento                                                                               | Prestazione | Bronzo                                                                               | Prestazione |
| Corsa a punti            | Marzia Salton Basei                                                                 | 35 p.ti     | Marta Cavalli                                                                         | 32 p.ti     | Debora Silvestri                                                                     | 32 p.ti     |
| 500 metri                | Miriam Vece                                                                         | 36,275      | Gloria Manzoni                                                                        | 37,246      | Giulia Bez                                                                           | 39,676      |
| Inseguimento individuale | Sofia Bertizzolo                                                                    | 2'28"488    | Martina Alzini                                                                        | 2'28"610    | Rachele Barbieri                                                                     | 2'32"157    |
| Velocità                 | Elena Bissolati                                                                     |             | Gloria Manzoni                                                                        |             | Miriam Vece                                                                          |             |
| Scratch                  | Rachele Barbieri                                                                    |             | Giorgia Capobianchi                                                                   |             | Silvia Persico                                                                       |             |
| Inseguimento a squadre   | Piemonte A (Rachele Barbieri, Nadia Quagliotto, Giorgia Capobianchi, Elisa Balsamo) |             | Lombardia (Martina Alzini, Giulia Nanni, Katia Ragusa, Marta Cavalli, Silvia Persico) |             | Piemonte B (Vania Canvelli, Arianna Corino, Sara Franceschelli, Marzia Salton Basei) |             |
| Velocità a squadre       | Piemonte A (Elena Bissolati, Gloria Manzoni)                                        |             | Lombardia (Martina Alzini, Miriam Vece)                                               |             | Veneto B (Giulia Bez, Debora Silvestri)                                              |             |
| Keirin                   | Elena Bissolati                                                                     |             |                                                                                       |             |                                                                                      |             |
| Omnium                   | Elena Bissolati                                                                     | 220 p.ti    | Martina Alzini                                                                        | 210 p.ti    | Vania Canvelli                                                                       | 209 p.ti    |